# Sirakovo, Dobrici
Sirakovo (în bulgară Сираково, în română Siracova) este un sat în comuna Gheneral-Toșevo, regiunea Dobrici, Dobrogea de Sud, Bulgaria. 
Între anii 1913-1940 a făcut parte din plasa Casim a județului Caliacra, România. Majoritatea locuitorilor erau români. Lângă localitate a mai existat o așezare (azi dispărută) numită Crușova în timpul administrației românești și Krushevo în bulgară, denumirea anterioară fiind Araklar.

## Demografie
Componența etnică a satului Sirakovo
     Turci (11,66%)
     Bulgari (58,33%)
     Romi (25%)
     Nicio identificare (5%)
La recensământul din 2011, populația satului Sirakovo era de 60 locuitori. Din punct de vedere etnic, majoritatea locuitorilor (58,33%) erau bulgari, existând și minorități de romi (25%) și turci (11,66%). Pentru 5% din locuitori nu este cunoscută apartenența etnică.